# صدای مردم (روزنامه)
صدای مردم (فارسی تاجیکی: Садои мардум) یک روزنامه است که در سال ۱۹۹۱ در تاجیکستان تأسیس شد و سه بار در هفته به دو صورت چاپی و آنلاین منتشر می‌شود. این روزنامه یکی از پرتیراژترین نشریه‌های در کشور است. صدای مردم عمدتاً موضوعات اجتماعی و اقتصادی را پوشش می‌دهد و عموماً از نظر گرایش سیاسی طرفدار دولت است.